# Nowoaltaisk
Nowoaltaisk (russisch Новоалтайск) ist eine Stadt in der Region Altai am gebirgigen Rand Westsibiriens (asiatischer Teil Russlands). Sie hat 70.437 Einwohner (Stand 14. Oktober 2010).

## Geografie
Nowoaltaisk liegt als Satellitenstadt der Regionshauptstadt Barnaul etwa 12 km östlich von dieser, am rechten Ufer des Ob und an dessen Nebenfluss Tschesnokowka. Die Stadt ist der Region administrativ direkt unterstellt und zugleich Verwaltungszentrum des Rajons Perwomaiski.
Nowoaltaisk ist ein wichtiger Eisenbahnknoten, an dem sich die Strecken Nowosibirsk – Barnaul – Semei mit der Südsibirischen Eisenbahn aus Richtung Pawlodar über Barnaul in das Kusnezker Becken kreuzt. Etwas weiter nördlich ist auch die Mittelsibirische Eisenbahn von Omsk über Karassuk und Kamen am Ob an diese Strecken angebunden.
Durch Nowoaltaisk führt auch die Fernstraße M52 Nowosibirsk – mongolische Grenze, von der hier die A349 über Barnaul zur kasachischen Grenze abzweigt.

## Geschichte
Seit der Mitte des 18. Jahrhunderts ist an Stelle des heutigen Nowoaltaisk das Dorf Tschesnokowka bekannt. Mit dem Bau der Altaieisenbahn Nowonikolajewsk – Barnaul – Semipalatinsk (eröffnet 1915, später erweitert zur Turkestan-Sibirischen Eisenbahn oder Turksib) wuchs die Bedeutung des Dorfes. Zeitgleich wurde auch die hier abzweigende Nebenstrecke nach Bijsk eröffnet. 1934 wurde ein holzverarbeitendes Werk fertiggestellt. Nach Beginn des Großen Vaterländischen Krieges 1941 verlagerte man das Dniprodserschynsker Eisenbahnwaggonwerk hierher (heute Altaiwagon). 1942 erhielt der Ort Stadtrecht, 1962 erfolgte die Umbenennung in Nowoaltaisk (russisch etwa für neue Altaistadt).

### Bevölkerungsentwicklung
| Jahr | Einwohner |
| ---- | --------- |
| 1939 | 9.299     |
| 1959 | 33.953    |
| 1970 | 49.498    |
| 1979 | 50.034    |
| 1989 | 53.642    |
| 2002 | 60.015    |
| 2010 | 70.437    |

Anmerkung: Volkszählungsdaten

## Wirtschaft
Neben dem Werk Altaiwagon zur Herstellung von Güterwagen bestimmen auch andere Betriebe des Eisenbahnverkehrs, der Bauwirtschaft (Betonfertigteile, Fußbodenbeläge, Straßenbau) und der holzverarbeitenden Industrie das Stadtbild. Daneben gibt es Betriebe der Lebensmittelindustrie, da die Stadt Zentrum eines Landwirtschaftsgebietes ist.

## Söhne und Töchter der Stadt
- Konstantin Wassiljew (* 1970), Komponist und Musiker